# Mikroregion Jaboticabal

Mikroregion Jaboticabal

Mikroregion Jaboticabal – mikroregion w brazylijskim stanie São Paulo należący do mezoregionu Ribeirão Preto.

## Gminy
- Bebedouro
- Cândido Rodrigues
- Fernando Prestes
- Guariba
- Jaboticabal
- Monte Alto
- Monte Azul Paulista
- Pirangi
- Pitangueiras
- Santa Ernestina
- Taiaçu
- Taiúva
- Taquaral
- Taquaritinga
- Terra Roxa
- Viradouro
- Vista Alegre do Alto